# Влестару Борис Мойсейович
Борис Мойсейович Влестару (рум. Boris Vlăstaru (Vlăstaru-Wexler), справжнє ім'я Боріс (Буріх) Мойсейович Векслер; 20 жовтня 1922, Резина, Бессарабія, Румунське королівство — 11 лютого 1993, Ізраїль) — молдовський письменник та журналіст. У 1972—1993 роках жив у Ізраїлі.

## Життєпис
Народився 1922 року в Бессарабському придністровському містечку Резина (нині райцентр Резинського району Молдови) у 1922 році в родині тютюновода. Навчався у місцевій гімназії та в Оргієві. У роки німецько-радянської війни перебував у евакуації поблизу міста Беслан на Північному Кавказі, потім переїхав до Сибіру.
Тут Борис Векслер вступив до школи механізаторів, після закінчення якої разом із братом Зісею пішов добровольцем на фронт. Закінчення війни зустрів в Австрії у військовому званні лейтенанта, потім продовжив службу як перекладач. Батьки письменника Мойше і Діна Векслери в 1947 були депортовані з Резини до віддалених районів Сибіру і повернулися до Молдови тільки в середині 1950-х років.
Після демобілізації Борис Векслер оселився в Кишиневі, працював журналістом у газетах «Церанул Молдова» (Селянин Молдови) та «Молдова сочіалісте» (Соціалістична Молдова). Починаючи з 1953 року опублікував 18 книг прози — повістей, оповідань, нарисів, замальовок молдовською мовою. Ряд книг були перекладені російською мовою самим автором і письменником Михайлом Хазіним. У перекладах Бориса Влестару молдовською мовою вийшли книги «Джерело» (Izvorul) Якова Тайця (1953), «Завжди разом» (Totdeauna împreună) Оскара Хавкіна (1954), «Діти французьких докерів» (Copii docherilor) Андре Стіля (1956).
У 1972 році Борис Векслер емігрував до Ізраїлю, продовжив писати молдовською та російською мовами, а в останні роки життя на івриті. Шість збірок прози Влестару було випущено в Ізраїлі в перекладі на іврит Єгуди Гур-Ар'є .
Основна тематика документальної прози Бориса Влестару — сільське життя Молдови та події німецько-радянської війни, зокрема Голокост .
Збірка вибраних творів письменника вийшла у Кишиневі 1993 року. Меморіальна дошка на згадку про письменника була відкрита у 2006 році на будівлі міської бібліотеки імені Міхая Емінеску на батьківщині письменника у Резині.

## Книги

### Молдавською (румунською) мовою
- Anicuţa: Povestiri. Кишинів: Шкоала Радіке, 1953.
- Totdeauna împreună: Povestire. Кишинів: Шкоала Радіке, 1954.
- A licărit o stea: Povestiri. Кишинів: Держвидав Молдови, 1957.
- Povestiri despre Africa. Кишинів: Шкоала Радіке, 1957.
- Treceau cocorii: Povestiri. Кишинів: Шкоала Радіке, 1958.
- Povestiri. Кишинів: Картя молдовеняске, 1960.
- Chirică. Кишинів: Картя молдовеняске, 1960.
- Perdeaua de Plopi. Кишинів: Картя молдовеняске, 1961.
- Arbori de veghe. Кишинів: Картя молдовеняске, 1962.
- Pasii. Кишинів: Картя молдовеняске, 1962.
- Creastă pestriţă. Кишинів: Картя молдовеняске, 1962.
- Popasuri: Povestiri. Кишинів: Картя молдовеняске, 1963.
- In pragul casei. Кишинів: Картя молдовеняске, 1964.
- Ştrengarii: Povestiri. Кишинів: Картя молдовеняске, 1965.
- Acoperiş de asupra capului. Кишинів: Картя молдовеняске, 1966.
- Cascade. Кишинів: Картя молдовеняске, 1968.
- Chirică. Кишинів: Луміна, 1969.
- Marghit: Povestiri. Кишинів: Картя молдовеняске, 1970.
- Strada. Кишинів: Картя молдовеняске, 1972.
- Rugăciune pentru cei morţi (Поминальна молитва, повість). «Basarabia» № № 9-10, 1992.
- Boris Vlăstaru-Wexler. Scrieri alese (вибрані твори). Кишинів: Hyperion / Făt-Frumos, 1993. — 303 p[4] .

### У перекладах іншими мовами
- Котомка. Кишинів: Картя молдовеняске, 1959.
- Журавлі пролетіли. Водовоз (оповідання). Кишинів: Картя молдовеняске, 1959.
- Тисячеструнна арфа. Повісті та оповідання. Москва: Радянський письменник, 1961.
- Розповіді Кіріки Брумерела. Переклад Михайла Хазіна . Кишинів: Картя молдовеняске, 1961.
- Дерева-вартові (оповідання). Кишинів: Картя молдовеняске, 1962.
- Лечу на киліях: повість. Переклад Михайла Хазіна . М.: Детгіз, 1962.
- Строкатий гребінець: оповідання. М: Дитяча Література, 1965.
- Паперові кораблики: оповідання. Москва: Радянський письменник, 1968.
- По той бік зорі. Кишинів: Картя молдовеняске, 1971.
- Декілька літніх днів. Переклад Михайла Хазіна . Москва: Радянський письменник, 1972.
- טעם של לענה: סיפורים. Тель-Авів: Кібуц ха-Меухад, 1975.
- עת לעקור. Тель-Авів: Кібуц ха-Меухад, 1977.
- על סביבותיו שב הרוח. Тель-Авів: Кібуц ха-Меухад, 1981.
- העמק הצונן מאת בוריס וקסלר, סיפורים (переклад на іврит Єгуди Гур-Ар'є). Видавництво תמוז: Тель-Авів, 1995.
- העמק הצונן. Видавництво תמוז: Тель-Авів, 1995.
- המקום שבו ישנות הרוחות. Тель-Авів, 1997.
- המקום שבו ישנות הרוחות: סיפורים מגדות הדנייפר. Тель-Авів, 1997.